# Portugiesisch-rumänische Beziehungen
Die portugiesisch-rumänischen Beziehungen beschreiben das zwischenstaatliche Verhältnis zwischen Portugal und Rumänien. Die Länder unterhalten seit 1974 erneuerte diplomatische Beziehungen.
Die Beziehungen beider Länder sind traditionell gut. Sie verbindet die Geschichte als Teil des Römischen Reiches, was sich u. a. in den romanischen Landessprachen beider Länder zeigt. Neben der gemeinsamen Mitgliedschaft u. a. in Europäischer Union, NATO, Lateinischer Union, OSZE und Europarat ist heute auch die wachsende rumänische Gemeinde in Portugal ein bedeutendes Verbindungselement. Rumänen sind heute die größte Gruppe von EU-Ausländern in Portugal, nachdem dies traditionell die Briten waren. Seit 2021 hat Rumänien zudem Beobachterstatus in der Gemeinschaft der Portugiesischsprachigen Länder (CPLP).
Rumänien war der erste Staat, der die neue portugiesische Regierung nach der Nelkenrevolution vom 25. April 1974 anerkannte.

## Geschichte

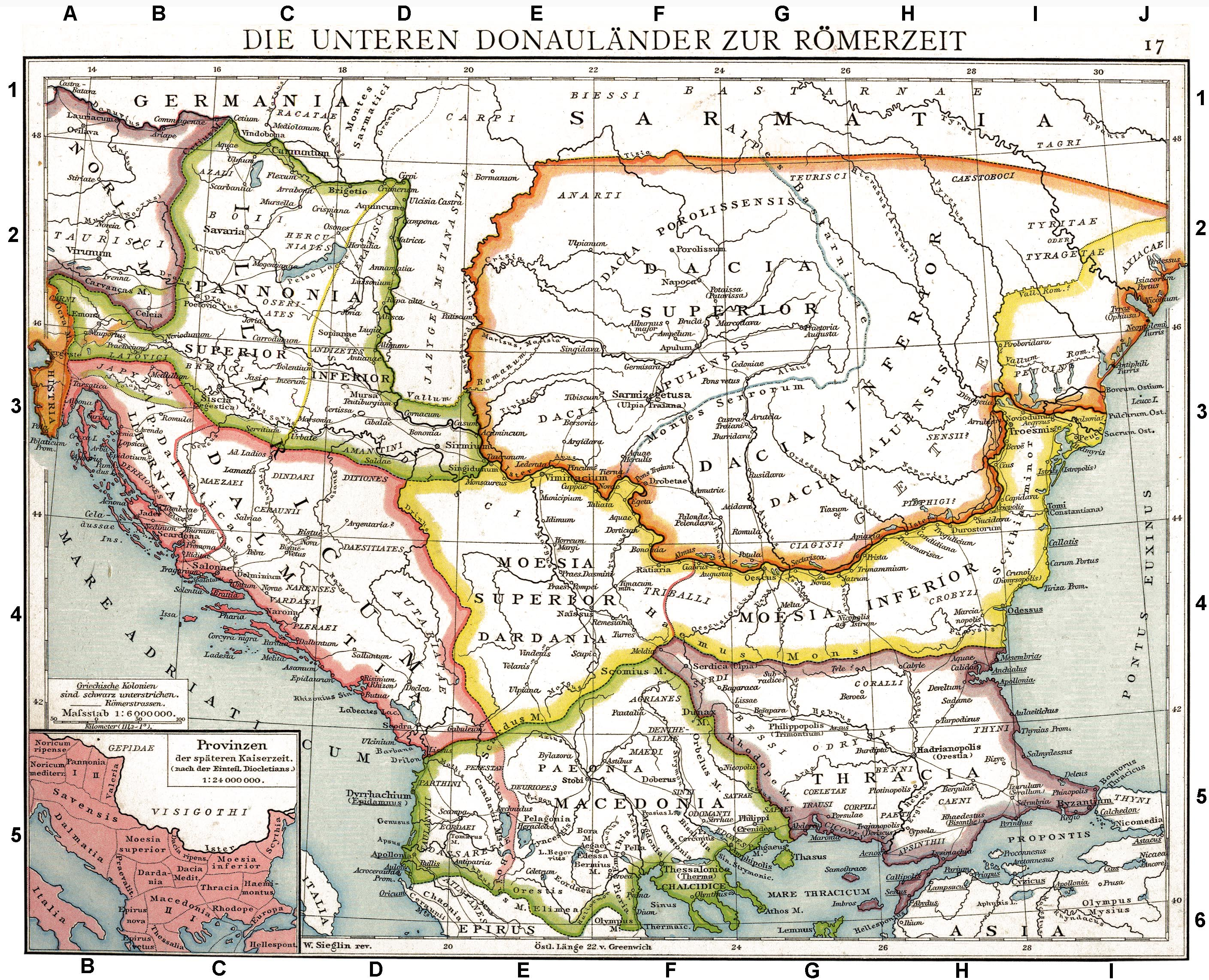
Die römische Provinz Dakien (Dacia) im heutigen Rumänien, wohin auch Soldaten und Siedler aus dem heutigen Portugal kamen

Erstmals belegt sind Bewohner aus dem heutigen Portugal im Gebiet des heutigen Rumänien aus der Zeit der römischen Eroberung Dakiens im heutigen Rumänien, als Soldaten und andere Bewohner von der Iberischen Halbinsel bis hierher kamen. Auch das heutige Rumänisch und das heutige Portugiesisch entstanden aus dieser gemeinsamen lateinischen Sprachgeschichte. Ähnliche Ortsnamen wie Viseu in Portugal und Vișeu de Sus bzw. Vișeu de Jos in Rumänien gehen auf diese Epoche zurück, aber auch andere kulturelle Spuren lassen sich bis heute finden. So sind in einigen Dörfern Transsilvaniens heidnische Fruchtbarkeitsrituale zu finden, die hispanischen Ursprungs sind, so in Tăure im Kreis Bistrița-Năsăud, dessen Ortsname den gleichen lateinischen Ursprung (taurem) wie touro (Portugiesisch für Stier) hat und wo das Ritual die Waschung eines Jungstieres durch Dorfmädchen beinhaltet. Auch in Pădureni, in Căianu Mic und in Mănăstirea nahe Dej sind Fruchtbarkeitsrituale hispanischen Ursprungs erhalten geblieben.
Der bekannte rumänische Historiker Nicolae Iorga befasste sich in einer Abhandlung aus dem Jahr 1925 mit der Begegnung zwischen dem Walachischen Fürsten Dan III. und dem portugiesischen Prinzen Peter von Portugal auf dessen Reisen durch den Osten Europas Anfang des 15. Jahrhunderts.
Am 7. Dezember 1919 trat Martinho Teixeira Homem de Brederode seinen Dienst in der neueröffneten Legation in Bukarest an. Die Legation war für den Balkan zuständig und in der Funktion auch in Griechenland und Serbien akkreditiert.
Der letzte König Rumäniens, König Carol II., ging nach 1940 ins portugiesische Estoril ins Exil. Nach seinem Tod 1953 bestattete ihn die semi-faschistische portugiesische Salazar-Diktatur im Nationalpantheon Portugals. Erst lange nach dem Ende der Volksrepublik Rumänien wurden seine sterblichen Überreste nach Rumänien überführt, am 14. Februar 2003.

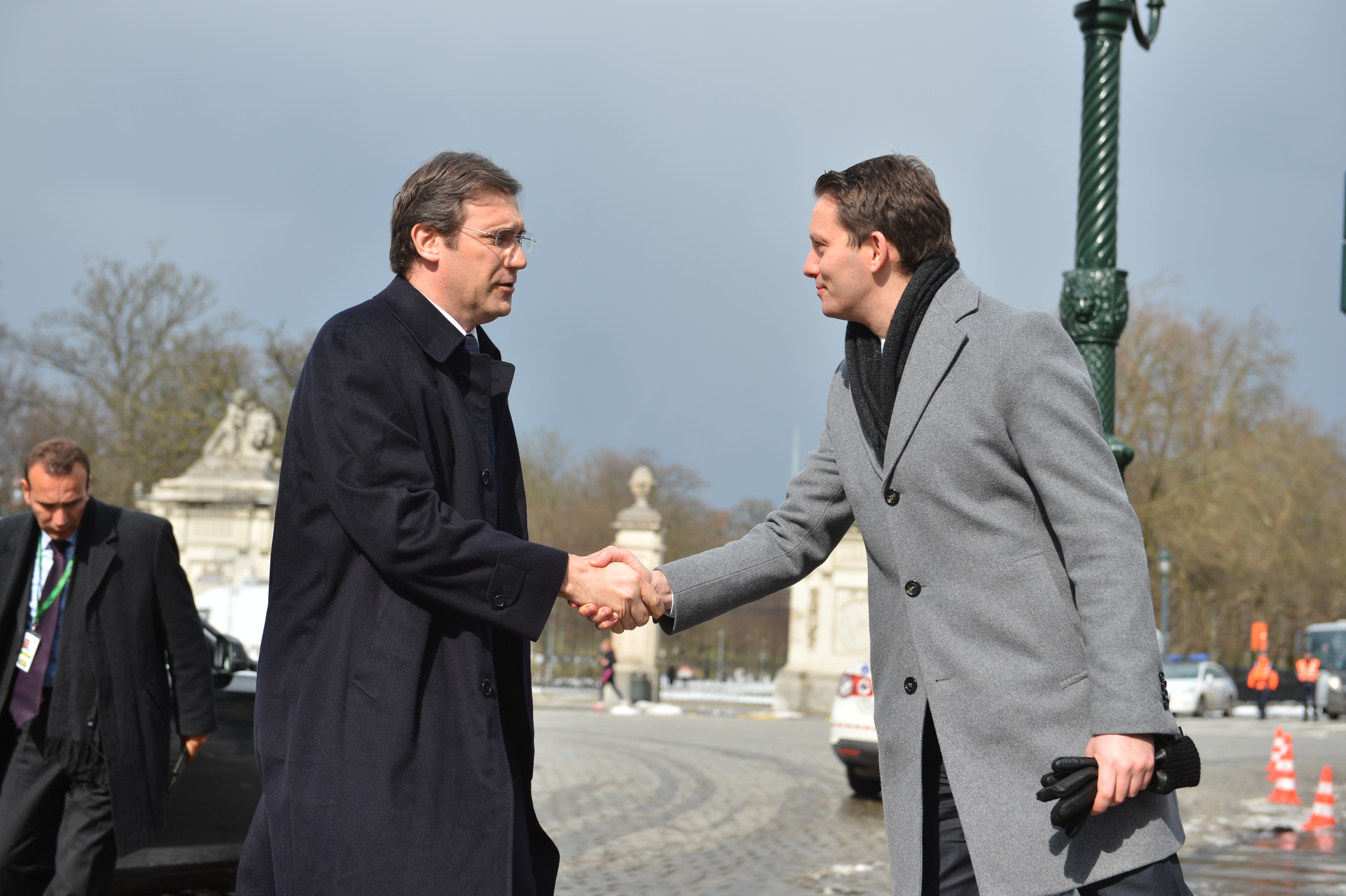
Portugals Pedro Passos Coelho (li.) und Rumäniens Siegfried Mureșan bei einem Treffen der konservativen Europäischen Volkspartei 2013

Nach dem Zweiten Weltkrieg befand sich Rumänien im Umbruch und wurde Teil des Ostblocks. Am 20. November 1945 verließ Manuel Farrajota Rocheta als letzter Botschafter Portugals die Vertretung, die danach geschlossen wurde.
Erst nach der Nelkenrevolution in Portugal am 25. April 1974 und dem folgende Ende des antikommunistischen Estado Novo-Regimes erneuerten beide Länder ihre direkten diplomatischen Beziehungen, am 3. Juni 1974. Luís de Vasconcelos Pimentel Quartim Bastos nahm am 21. August 1974 in der neu eröffneten portugiesischen Botschaft in Bukarest seine Tätigkeit auf, am folgenden 28. August wurde er offiziell bei der rumänischen Regierung akkreditiert.
Nachdem Portugal 1986 in die heutige EU aufgenommen worden war, trat Rumänien 2007 der Gemeinschaft bei. Die Beziehungen der beiden Länder erfuhren danach eine relative Intensivierung, und die Staaten nähern sich seither weiter an.
Am 13. November 2013 akkreditierte sich João Bernardo de Oliveira Martins Weinstein als aktueller Vertreter Portugals in Bukarest.

## Migration

### Rumänen in Portugal
Im Jahr 2016 waren in Portugal 30.429 rumänische Staatsbürger gemeldet (2014: 31.505; 2011: 39.312; 2007: 19.155). Sie waren damit die viertgrößte ausländische Bevölkerungsgruppe in Portugal.
Die Einwanderung aus Rumänien setzte in den wirtschaftlichen Boomjahren der 1990er Jahre in Portugal ein und stieg danach kontinuierlich an. Seit dem Jahr 2008, als ihre Zahl 27.769 erreichte, sind sie die größte ausländische Bevölkerungsgruppe eines EU-Landes in Portugal, was bis dahin stets die Briten waren.
Die Summe der Rücküberweisungen aus Portugal nach Rumänien betrug 19,79 Mio. € im Jahr 2016 (2015: 19,77 Mio.; 2010: 20,46 Mio.; 2007: 18,0 Mio.; 2000: 3,87 Mio.).

### Portugiesen in Rumänien
Im Jahr 2014 waren 635 portugiesische Staatsbürger konsularisch in Rumänien registriert, 2011 lebten 735 Portugiesen dort.
2016 überwiesen sie 1,19 Mio. Euro zurück nach Portugal (2015: 1,28 Mio.; 2010: 0,99 Mio.; 2007: 0,5 Mio.; 2000: 0,07 Mio.).

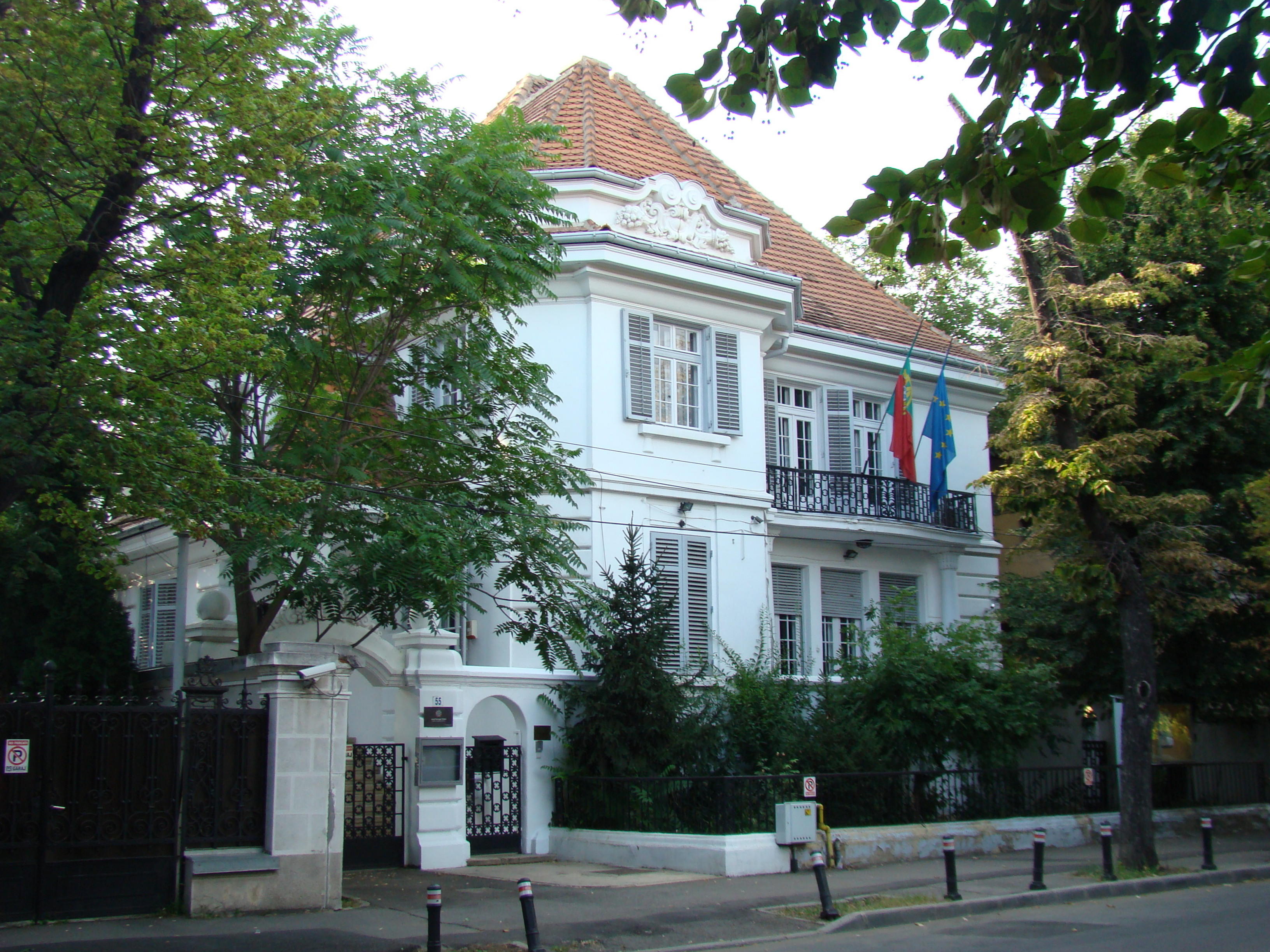
Die Botschaft Portugals in Bukarest

## Diplomatie
Portugal unterhält eine Botschaft in der rumänischen Hauptstadt Bukarest, in der Str. Paris Nummer 55. Portugiesische Konsulate daneben bestehen in Rumänien keine.
Die rumänische Vertretung in Portugal residiert in der Rua São Caetano Nummer 5, in der Lissabonner Stadtgemeinde Lapa. In Estoril besteht ein rumänisches Honorarkonsulat, zudem bietet die rumänische Botschaft konsularische Dienste in Räumen von Gemeindeverwaltungen in Porto und in Loulé an der Algarveküste an.

## Städtepartnerschaften
Neun Orte beider Länder sind partnerschaftlich verbunden, mit direkten portugiesisch-rumänischen Städtepartnerschaften und Kooperationsabkommen oder in europäischen Partnerschaftsprojekten (Stand 2013).

## Wirtschaft
Die portugiesisch-rumänischen Handelsbeziehungen sind vergleichsweise alt. So war Rumänien der Lieferant des ersten portugiesischen Importes raffinierter Erdölprodukte.
Die portugiesische Außenhandelskammer AICEP unterhält eine Niederlassung in Rumänien, an der portugiesischen Botschaft in Bukarest.

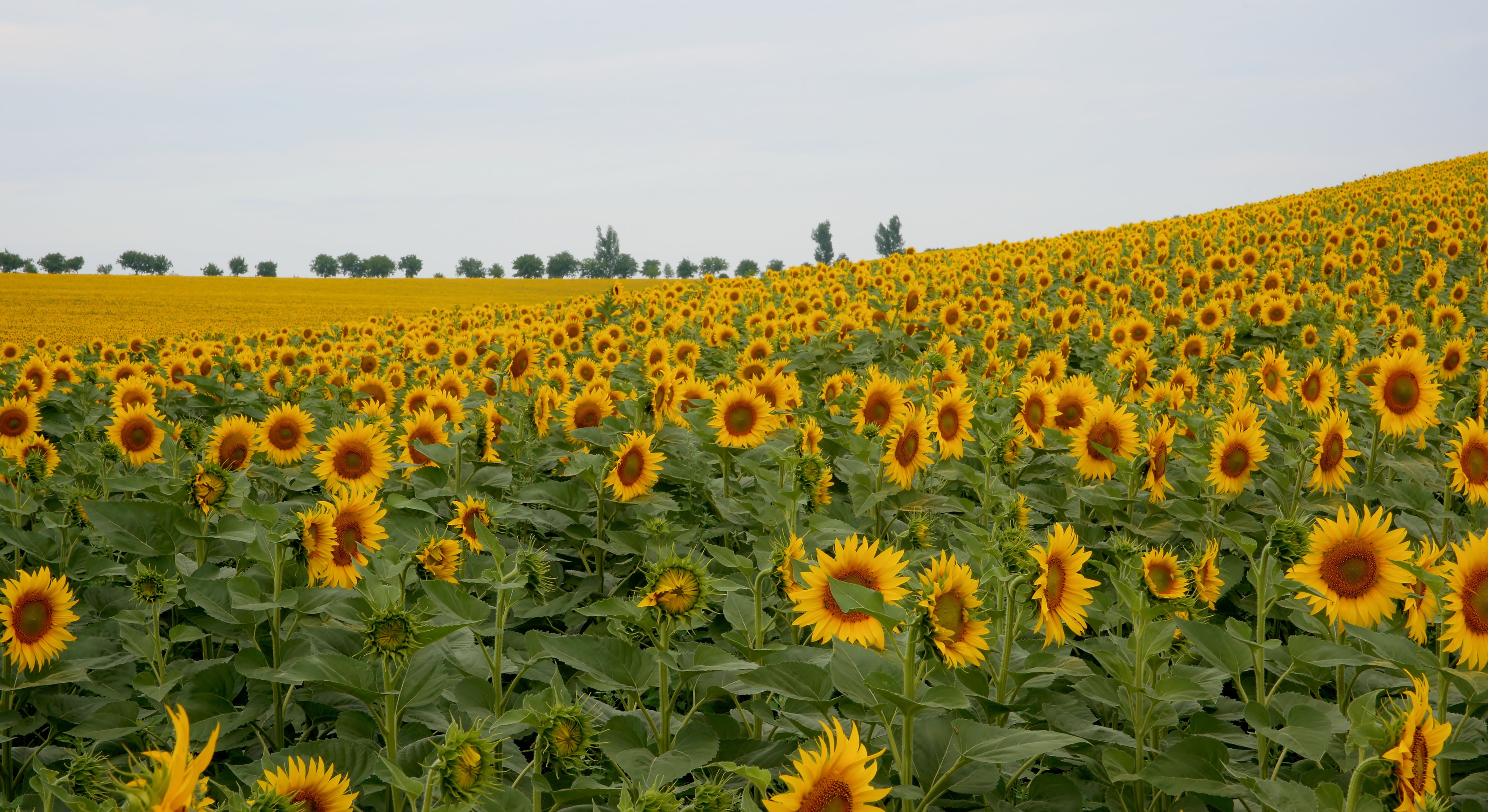
Sonnenblumenfeld bei Galați: Sonnenblumenkerne sind das wichtigste rumänische Exportgut nach Portugal

Im Jahr 2016 exportierte Portugal Waren und Dienstleistungen im Wert von 427,8 Mio. Euro nach Rumänien (2015: 324,2 Mio.; 2014: 308,5 Mio.; 2013: 336,3 Mio.; 2012: 294,0 Mio.). Der Anteil der Waren betrug 389,1 Mio. Euro, davon 37,9 % Fahrzeuge und Fahrzeugteile, 24,6 % Maschinen und Geräte, 10,0 % Textilstoffe und 4 % Kunststoffe und Kautschuk.
Im gleichen Zeitraum lieferte Rumänien Waren und Dienstleistungen im Wert von 133,4 Mio. Euro an Portugal (2015: 146,8 Mio.; 2014: 140,0 Mio.; 2013: 145,3 Mio.; 2012: 149,8 Mio.). Der Anteil der Waren belief sich auf 122,7 Mio. Euro, davon 38,8 % landwirtschaftliche Erzeugnisse, 15,3 % Maschinen und Geräte, 12,2 % Metalle und 9,4 % Kunststoffe und Kautschuk.
Damit stand Rumänien im portugiesischen Außenhandel an 18. Stelle unter den Abnehmern und an 43. Stelle unter den Lieferanten, während Portugal im Jahr 2016 im Außenhandel Rumäniens an 36. Stelle unter den Abnehmern und an 27. Stelle unter den Lieferanten stand.
Mit Übernachtungsausgaben von 24,2 Mio. Euro im Jahr 2016 (2015: 21,7 Mio.; 2014: 17,0 Mio.; 2013: 16,9 Mio.; 2012: 16,0 Mio.) haben Touristen aus Rumänien einen Anteil von 0,19 % am portugiesischen Fremdenverkehr.

## Kultur

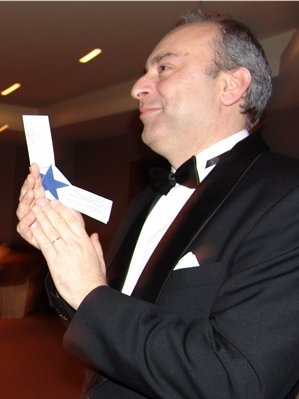
Constantin Sandu bei einem Konzert 2007 in Portugal

### Allgemein
Das portugiesische Kulturinstitut Instituto Camões (IC) ist in Rumänien mit Sprachzentren in Bukarest, Cluj-Napoca, Constanța und Timișoara vertreten, wo zudem Lektorate des IC an den dortigen Hochschulen bestehen.
Das rumänische Pendant, das Institutul Cultural Român, unterhält in Lissabon eine Niederlassung.
In Lissabon erscheint seit 2004 die zweisprachig rumänisch-portugiesische Zeitung „Diáspora Romena e Moldava“, herausgegeben von Romeo Marin.
Einige bekannte rumänische Kulturschaffende lebten zeitweise in Portugal, darunter der Philosoph Lucian Blaga, der vom 30. April 1939 bis 30. April 1940 als rumänischer Diplomat in Lissabon tätig war und dort u. a. Gedichte über Estoril schrieb. Auch der Religionswissenschaftler und Autor Mircea Eliade lebte in Portugal, wo er von 1940 bis 1945 an der rumänischen Botschaft in Lissabon für die pro-faschistische Regierung in Bukarest wirkte. Eliade schrieb Artikel in portugiesischen Zeitschriften und veröffentlichte dort mit „Os Romenos, Latinos do Oriente“ (Clássica Editora, Lissabon 1943) ein Buch über die Rumänen.
Der am 1. Januar 1964 in Bukarest geborene Pianist Constantin Sandu lebt seit 1991 in Portugal und ist inzwischen portugiesischer Staatsbürger. 2006 promovierte er an der Nationalen Musikuniversität Bukarest mit einer Arbeit über portugiesische Pianomusik. Heute ist er Hochschullehrer an der Musikhochschule Escola Superior de Música e das Artes do Espectáculo do Porto in Porto, wo er den Fachbereich Piano leitet.

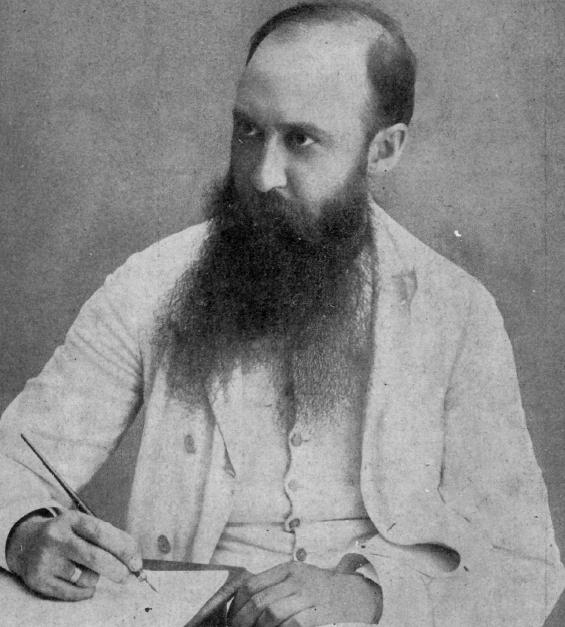
Nicolae Iorga (2014)

### Nicolae Iorga
Der bedeutende rumänische Autor, Verleger, Politiker und Historiker Nicolae Iorga publizierte mehrfach zu Portugal und seiner Kultur. So widmete er Camões in seiner „Geschichte der romanischen Literatur“ (Bukarest, 1920) ein eigenes Kapitel, organisierte mehrfach Vortragsreihen in Rumänien zu Themen rund um Portugal, und veröffentlichte mit „O País Latino Mais Afastado da Europa: Portugal“ (Bukarest, 1928, dt. etwa: „Portugal, das am weitesten von Europa entfernte lateinische Land“) eine umfassende Betrachtung Portugals.
Auf einer Vortragsreise durch Portugal im März 1928 entdeckte Iorga in Évora ein bislang unbekanntes Porträt des rumänischen Nationalhelden Michael der Tapfere aus dem Jahr 1600.

### Literatur und Linguistik

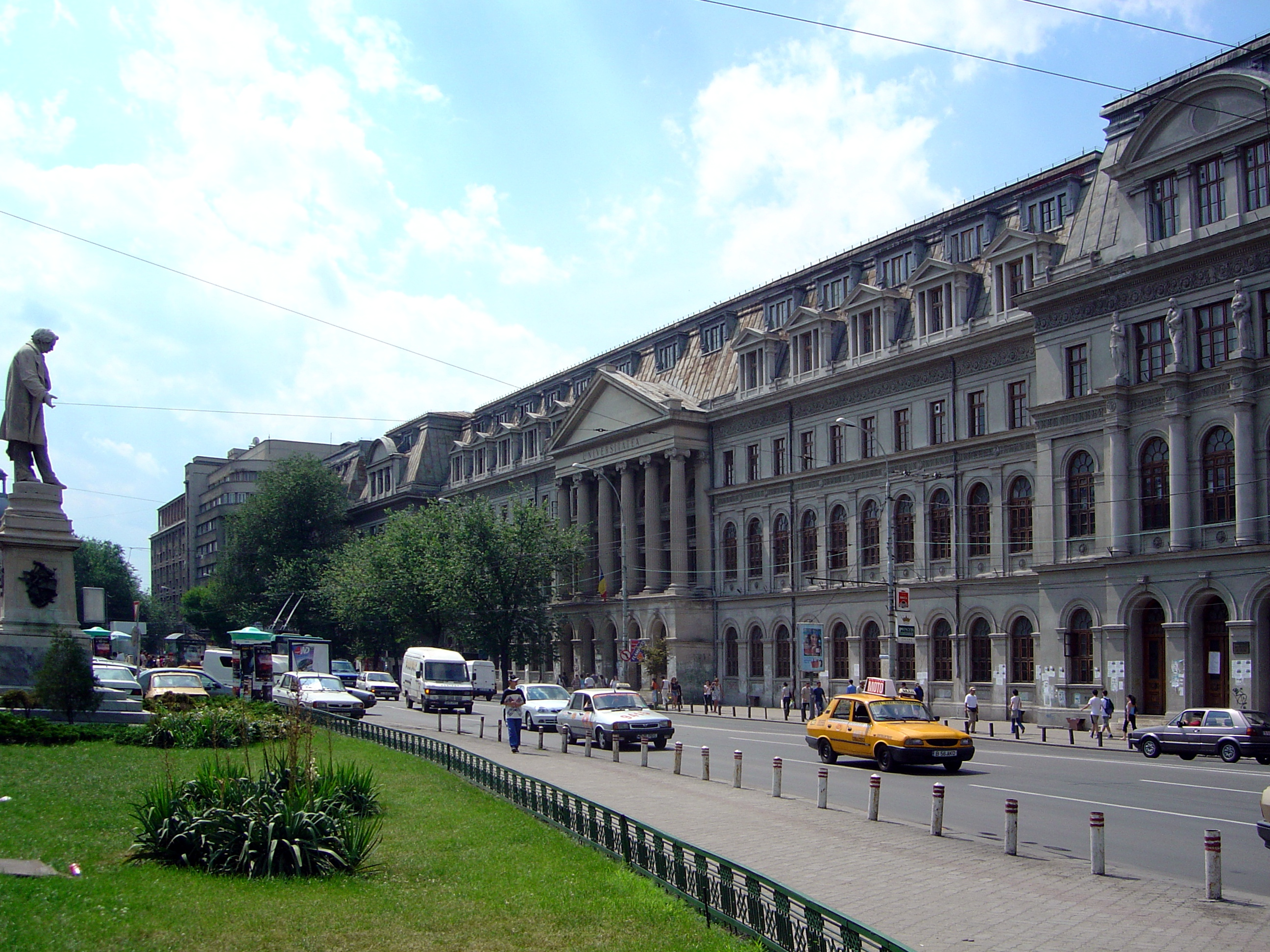
Hauptgebäude der Universität Bukarest, ein Schwerpunkt der Lusitanistik in Rumänien

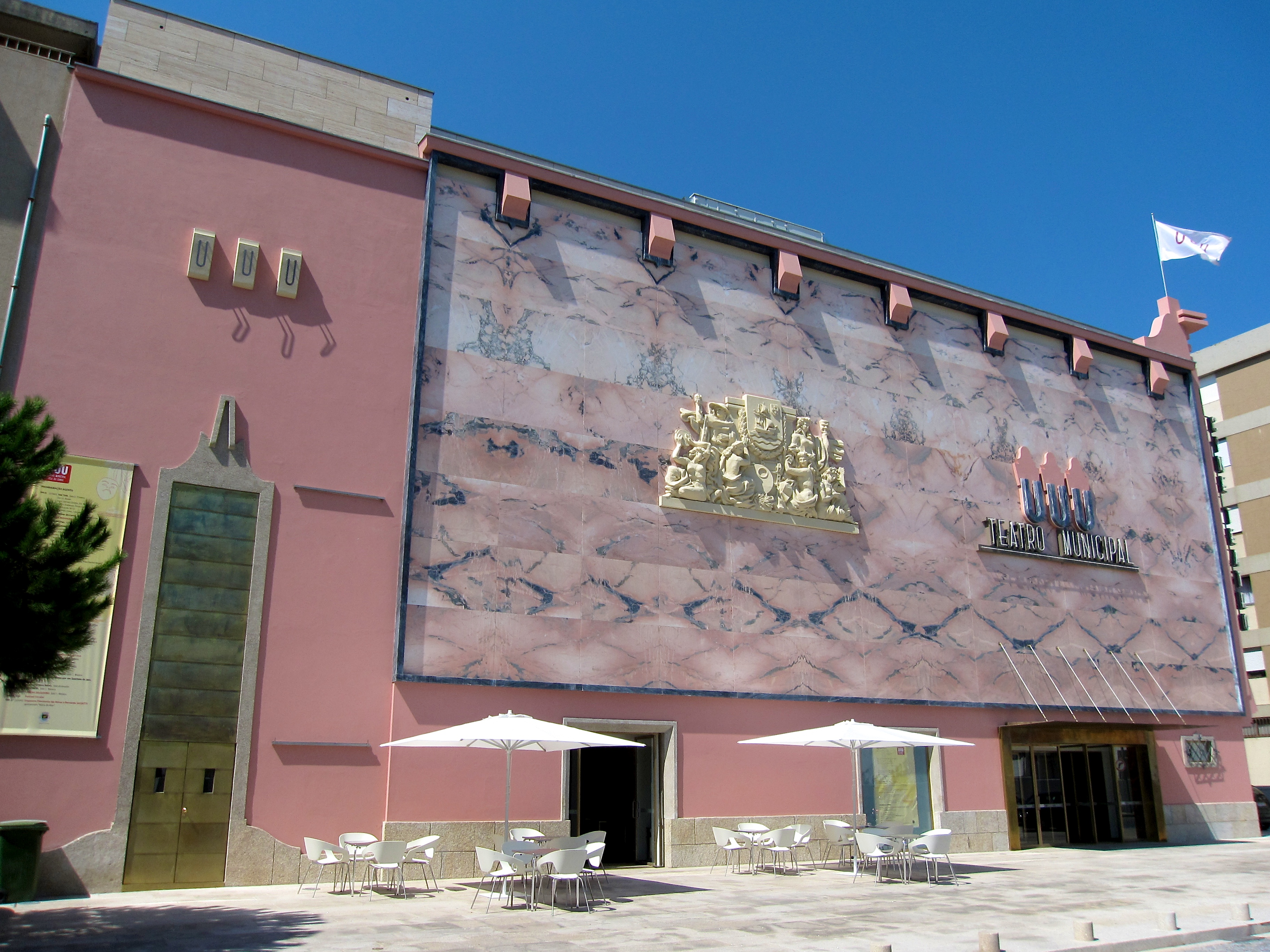
Teatro Municipal in Vila do Conde: beim Kurzfilmfestival Curtas Vila do Conde wurden schon mehrmals rumänische Regisseure ausgezeichnet

## Sport

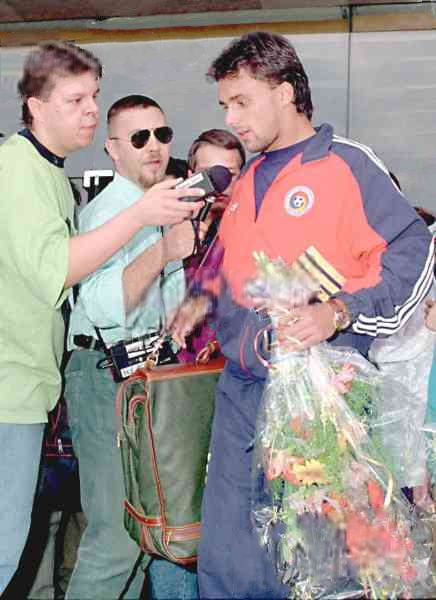
Basarab Panduru 1994, ein Jahr vor seinem Wechsel zu Benfica Lissabon

### Fußball

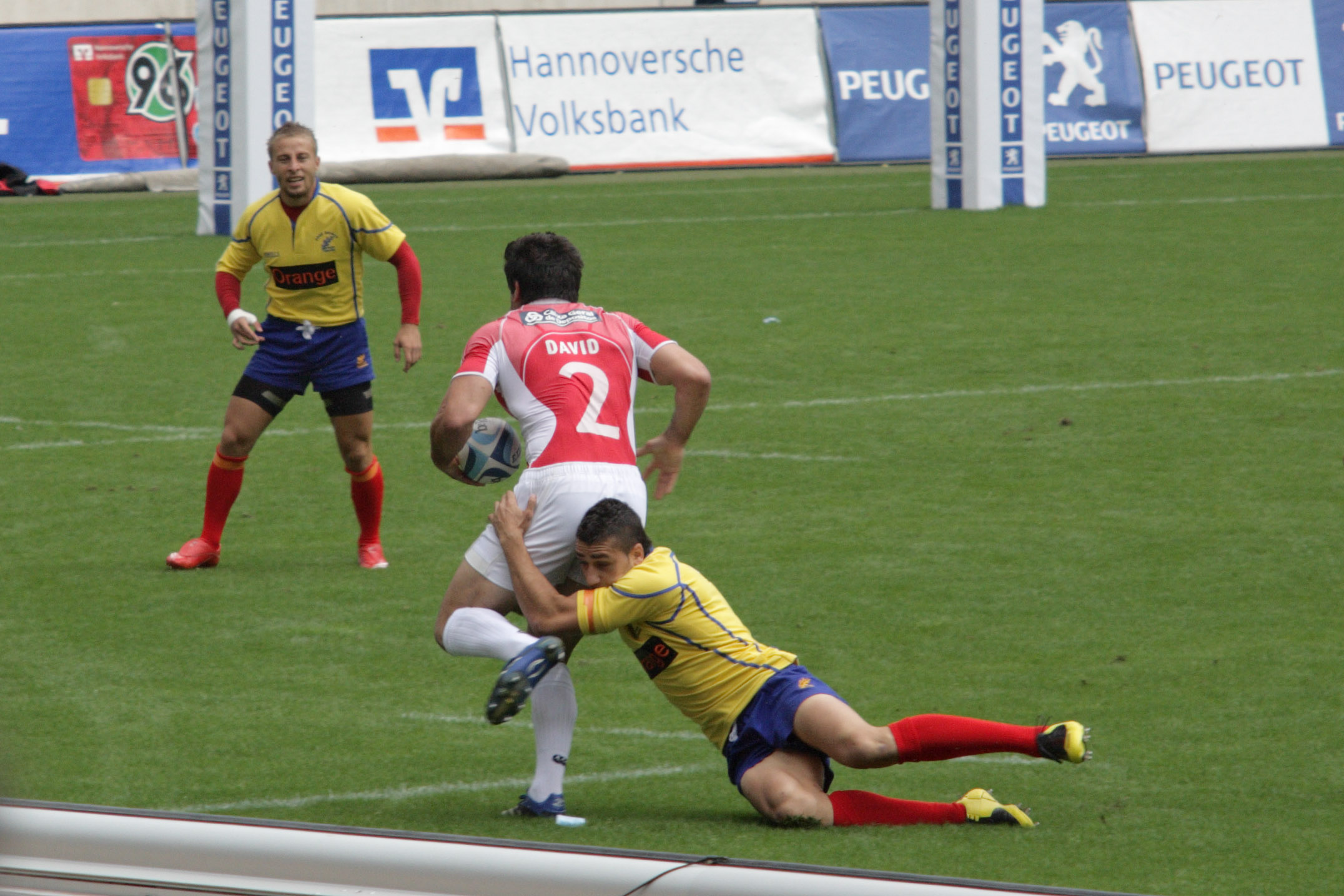
Szene aus dem Spiel Portugal – Rumänien bei den European Sevens 2008 in Hannover

### Andere

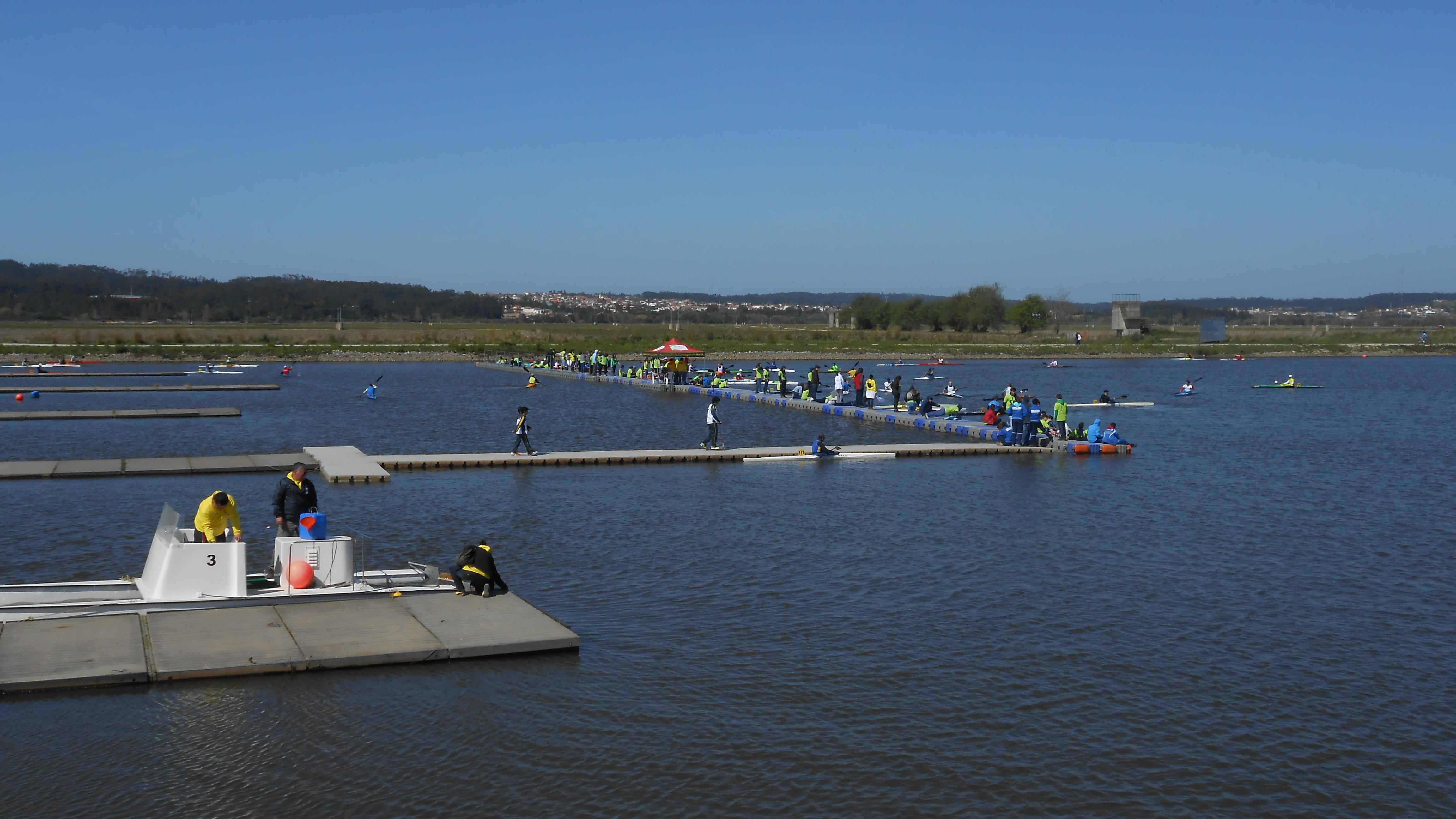
Im CAR Centro Náutico de Montemor-o-Velho, Schauplatz der Ruder- und Kanu-Europameisterschaften in Portugal